# Bäckagård, Okome socken
Bäckagård är en by i Okome socken, Falkenbergs kommun. Boasjön, som ingår i Ätrans huvudavrinningsområde, ligger delvis inom byns gamla ägovidder. Genom jordbruksrationalisering har byn delvis idag (2012) kommit att hamna inom grannbyn Magårds fastigheter.

## Historia
Under medeltiden räknades byn utgöra en del Rävige by, men utbröts under 1500-talet som en egen kameral enhet.

### Fotnoter
1. ↑  Som källa för arealuppgiften har använts ”Beskrivning till [ekonomiska] kartan över Köinge, Okome och Svartrå socknar inom Faurås härad och Hallands län upprättad i Rikets Allmänna Kartverk år 1925”, vilket har sin förklaring dels i dess noggranna redogörelse för de då rådande förhållandena, dels för att fastighetsregleringar under senare år så radikalt har ritat om fastighetskartorna att ibland både byanamn raderats ut och historiska församlingsgränser flyttats. 1925 års beskrivning kan därför sägas utgöra den skriftliga källa som bäst speglar den (historiska) mantalssättning som rått sedan 1600-talets mitt och även det namnskick som (trots fastighetsregleringar) ännu råder på orten.